# Gole di Samariá
Le gole di Samariá (in greco: Σαμαριά) costituiscono un canyon lungo 16 km situato sul versante occidentale dei monti Lefka ed inciso profondamente dall'omonimo torrente, nell'isola di Creta, Grecia. 

## Caratteristiche
Si tratta probabilmente del più lungo canyon d'Europa dopo le gole del Verdon, in Francia. Si trova al centro di un parco nazionale con due ingressi: uno alla foce del torrente Samarià raggiungibile dal vicino villaggio di Aghia Roumeli. L'altro, con il nome di Xyloskala (letteralmente "la scala di legno"), è in prossimità delle sue sorgenti, vicino al villaggio Omalos a 1250 m di altitudine, collegato a La Canea da una carrozzabile di 23 km.
Il parco nazionale delle gole di Samariá, istituito nel 1962, è uno degli ultimi luoghi in cui sopravvive la capra kri-kri (Capra hircus cretica), tipica dell'isola di Creta. A partire dal 1981 le gole sono inoltre riconosciute dall'UNESCO come Riserva della biosfera..